# Verkeerslicht

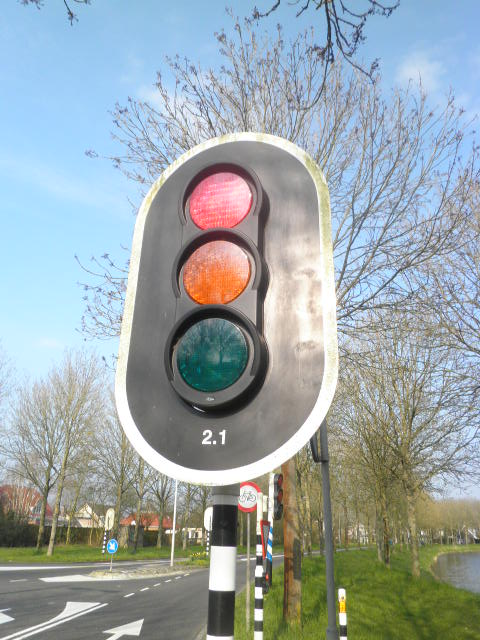
Verkeerslicht in Hoorn, Nederland

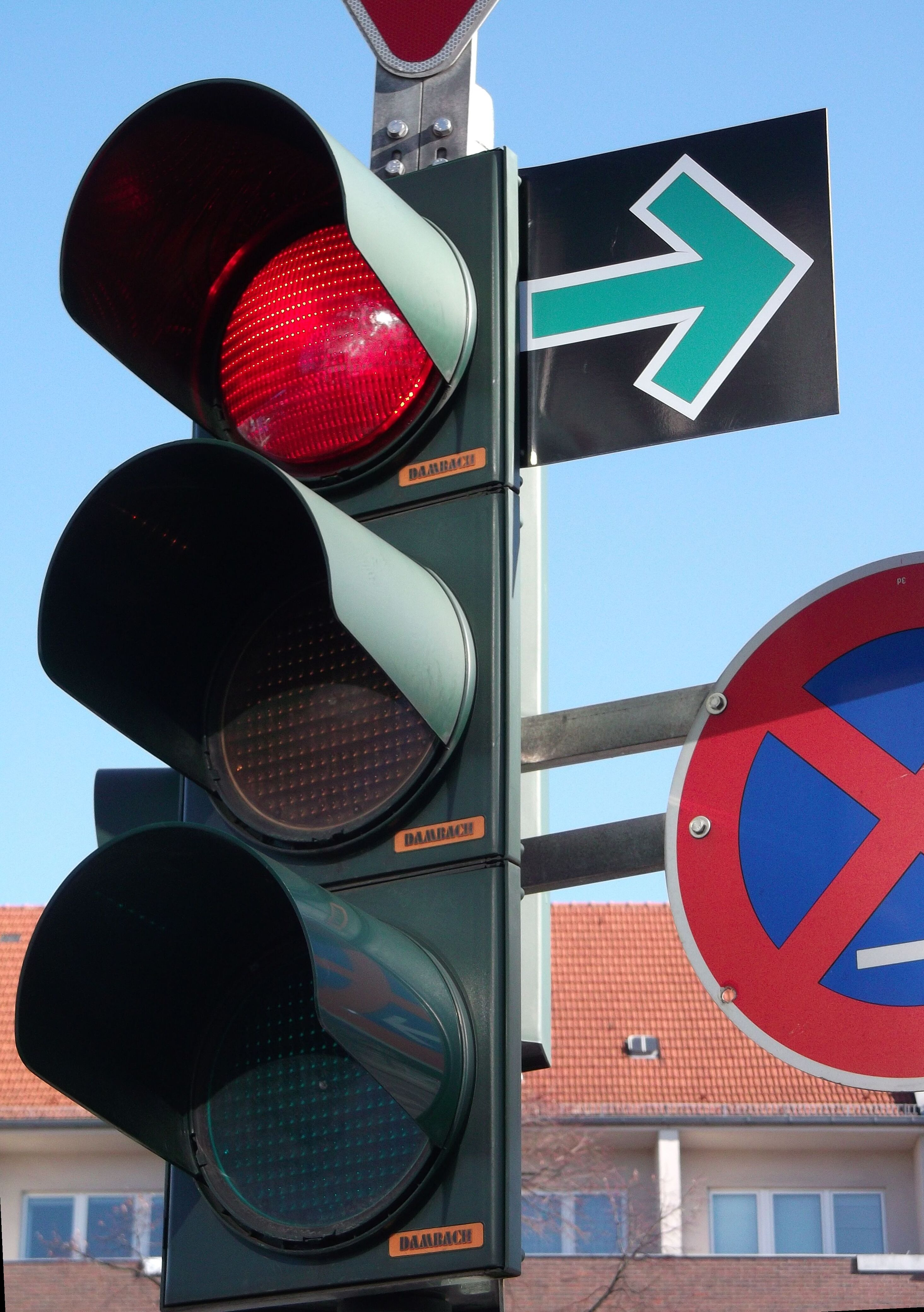
Verkeerslicht in Duitsland

Een verkeerslicht is een seinlicht om het verkeer te kunnen regelen. Ook het openbaar vervoer, (goederen)treinen en schepen gebruiken verkeerslichten. 
Verkeerslichten regelen met behulp van lichtsignalen het kunnen oprijden van een gelijkvloerse kruising, de toegang tot bruggen, tunnels en spoorwegovergangen, de toegang tot parkeergarages en -terreinen, evenals de toegangsregulering bij fabrieken, bedrijven en andere afgesloten terreinen. Ook bij wegwerkzaamheden kunnen verkeerslichten worden gebruikt.
Een verkeerslicht is een van de drie soorten verkeerstekens die een wegbeheerder kan gebruiken om het verkeer op de weg te regelen. De andere twee zijn verkeersborden en wegmarkeringen. Een combinatie ervan is ook mogelijk.
Bij toepassingen op de openbare weg zijn de verkeerslichten onderdeel van een verkeersregelinstallatie (VRI), die bestaat uit de verkeerslichten, voertuigdetectoren, detectielussen en een regelsysteem daarvoor. De reguliere lichten (lampen) zijn vrijwel altijd onder elkaar geplaatst, dus verticaal gepositioneerd. Dit geldt voor België en Nederland. In sommige andere landen (vooral Japan) zijn de reguliere verkeerslichten voor het autoverkeer naast elkaar gepositioneerd. 
De lichten van onder andere spoorwegovergangen, ophaalbruggen en veerponten zijn vaak naast elkaar geplaatst. Wanneer de rode lampen bij bruggen en spoorwegovergangen branden, al dan niet knipperend, is stoppen verplicht; andere signalen kunnen met deze lichten niet worden gegeven.

## Geschiedenis
Het eerste verkeerslicht ter wereld verscheen op 10 december 1868 in Londen bij het Palace of Westminster, en kon worden toegeschreven aan John Peake Knight, een spoorwegmanager. Knight ontwierp een semafoor (seintoestel) zoals deze ook in gebruik was bij de spoorwegen. Rood en groen gaslicht moest ervoor zorgen dat de leden van het Britse Parlement ook in het donker veilig konden oversteken. Deze lampen werkten op gas, en konden een rode of groene kleur weergeven door middel van een lens. De gaslamp explodeerde een paar jaar later, en werd verwijderd.
In 1912 werd door Lester Wire in de Verenigde Staten een elektrisch stoplicht ontwikkeld. Dit verkeerslicht bestond uit een doos op een paal met een rode en groene lamp. De Amerikaan Garrett Morgan kreeg patent op het verkeerslicht met drie standen: groen, oranje en rood. Zijn landgenoot James Hoge bedacht een systeem met verkeerslichten op elke hoek van een kruising.
In Nederland werd in 1928 voor het eerst met automatische verkeerslichten geëxperimenteerd aan de Laan van Meerdervoort in Den Haag. Het systeem bestond uit vijf groene neonringen en vijf rode, tien ringen in totaal die in één behuizing zaten. De ringen gingen geleidelijk aan en uit. In Eindhoven kwam het eerste stoplicht, zoals wij dat nu min of meer kennen, in 1929. Dit stoplicht had nog een bel die rinkelde bij rood licht. In België is de oudste melding van een verkeerslicht uit 1931, toen er een op de Meir te Antwerpen verscheen.
Toen er nog veel minder verkeerslichten waren dan tegenwoordig, werd soms op drukke kruispunten het verkeer geregeld door een verkeersagent. Deze gebruikte daartoe alleen zijn handen en een schel fluitje. Als hulpmiddel werd ook wel een metalen stopbord of klapbord op een paal gebruikt.
Ook nu nog wordt incidenteel het verkeer met de hand geregeld door een verkeersregelaar (of een agent), bijvoorbeeld tijdens drukke manifestaties, wegwerkzaamheden en bij toeristische attracties, of indien het verkeerslicht door een storing niet functioneert. Bij oversteekplaatsen in de buurt van scholen staan vaak klaar-overs die met een stopbord (lollypop) het verkeer kunnen tegenhouden, zodat schoolkinderen veilig over kunnen steken.
Bij veel moderne verkeerslichtinstallaties zijn detectielussen aangebracht in het wegdek, waarmee de installatie kan reageren op het actuele verkeersaanbod. Een verkeerslicht gaat dan bijvoorbeeld alleen op groen als daar daadwerkelijk voertuigen staan te wachten. Een verdere doorontwikkeling hiervan is het 'intelligente' verkeerslicht (iVRI) dat in twee richtingen kan communiceren met weggebruikers, en ook met andere verkeerslichtinstallaties.

## Standaardverkeerslicht (drie kleuren)
Een verkeerslicht heeft doorgaans drie lampen, die van boven naar beneden de kleuren rood, oranje en groen hebben. Het oranje licht wordt soms als geel aangeduid, bijvoorbeeld in de Nederlandse wet. In Nederland is de betekenis juridisch geregeld in het Reglement verkeersregels en verkeerstekens 1990 (RVV 1990). Belgische verkeerslichten werken conform de Wegcode. De naam is formeel 'driekleurig verkeerslicht'. De internationale betekenis van de kleuren van een verkeerslicht is:
- Rood: stop.
- Oranje: stop; voor bestuurders die het teken zo dicht genaderd zijn dat stoppen redelijkerwijs niet meer mogelijk is: doorgaan.
- Groen: doorgaan.
- Oranje knipperlicht:
  1. Gevaarlijk punt, voorzichtigheid geboden (vaak een waarschuwingslicht voorafgaand aan een regulier verkeerslicht, zonder de rode en groene lichten) en/of
  2. Verkeerslicht buiten gebruik, waarbij andere verkeerssignalen (wegmarkering, verkeersborden enz.), of, indien geen andere verkeerssignalen aanwezig zijn, de standaardverkeersregels gelden (rechts heeft voorrang, bijvoorbeeld); veelal te zien op reguliere verkeerslichten bij een storing of gedurende de avond- en nachturen.

In België mág men doorrijden bij groen, in Nederland is dit verplicht, tenzij het niet mogelijk is door te rijden, bijvoorbeeld door een file.
Het oranje licht betekent dat gestopt moet worden, tenzij stoppen in alle redelijkheid niet meer mogelijk is. In Oostenrijk is het verplicht om bij oranje licht te stoppen. Door oranje rijden is daar een overtreding. Als waarschuwing voor het naderende oranje, gaat het groene licht de laatste seconden knipperen.
In andere landen, bijvoorbeeld in Duitsland, Hongarije, Groot-Brittannië, Oostenrijk, Zwitserland, Polen, Litouwen, Noorwegen, Rusland en Zweden, brandt voordat het licht op groen gaat eerst het oranje licht in combinatie met het rode licht ten teken dat het groene licht eraan komt en men alvast kan oprijden. 
Een knipperend oranje licht geeft in België en Nederland aan dat de verkeerslichten buiten gebruik zijn, bijvoorbeeld 's nachts omdat er dan minder verkeer rijdt. Dit gebeurt dan automatisch op basis van een ingesteld klokprogramma. Als het knipperende oranje licht zich echter op de plaats van een groen licht bevindt, dan duidt dit op een gevaarlijke verkeerssituatie. Doorrijden is toegestaan, maar met gematigde snelheid, omdat er kruisend verkeer mogelijk is, bijvoorbeeld rechtdoorgaande fietsers bij een oranje knipperende pijl naar rechts. 
In België staan bij veel beweegbare bruggen, maar ook bij sommige tramkruisingen, verkeerslichten met drie lampen; twee oranje en boven 1 rode. Het onderste oranje licht knippert als er niets aan de hand is, vooral bij bruggen die maar zelden open gaan. Gaat een brug open of komt er een tram, dan gaat het onderste licht uit, het middelste oranje licht gaat even aan, en daarna verschijnt rood. Bij bruggen staan er soms evengoed ook nog aparte rode lichten. 
Wanneer een regelende verkeersregelinstallatie (onder normale omstandigheden) stopt met regelen (bijvoorbeeld 's avonds laat), zullen alle richtingen die op dat moment groen licht hebben (via oranje) naar rood gaan. Daarna blijven alle richtingen een korte tijd op rood staan, zodat al het verkeer dat nog op het kruispunt rijdt, het kruispunt kan verlaten. Daarna zullen (soms alle, soms een deel van) de lichten oranje gaan knipperen.
Wanneer een niet-regelende verkeersregelinstallatie (oranje knipperend) gaat beginnen met regelen (bijvoorbeeld 's ochtends vroeg), loopt de verkeersregelinstallatie de inschakelprocedure af. Hierbij zal op alle richtingen tegelijk het oranje knipperen overgaan in vast oranje en vervolgens, na enkele seconden, in rood. Daarna zullen gedurende een korte tijd alle lichten op de hele kruising op rood blijven staan, zodat het laatste verkeer dat nog vrij de kruising opgereden is, de tijd heeft om door te rijden en het kruispunt vrij te maken. Na deze ontruimingstijd wordt het regelprogramma gestart en wordt het verkeer volgens de gebruikelijke cyclus afgewikkeld.

### 'Vierkant groen' of 'alle fietsers tegelijk groen' (AFTG)

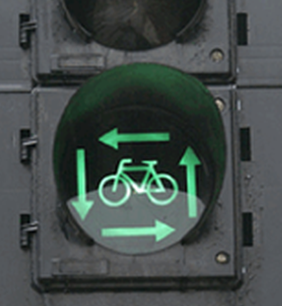
AFTG

Het AFTG-principe, ook genaamd 'vierkant groen', betekent dat fietsers en voetgangers uit alle richtingen tegelijkertijd groen licht krijgen, terwijl de automobilisten op het rode licht wachten. Zo wordt contact tussen kwetsbare weggebruikers en gemotoriseerd verkeer, en aldus ook ongevallen, vermeden. Dit wordt in België ook op het (groene) verkeerslicht zelf aangegeven, met vier pijlen in een vierkant rondom een fietssymbool.

## Tweekleurige verkeerslichten

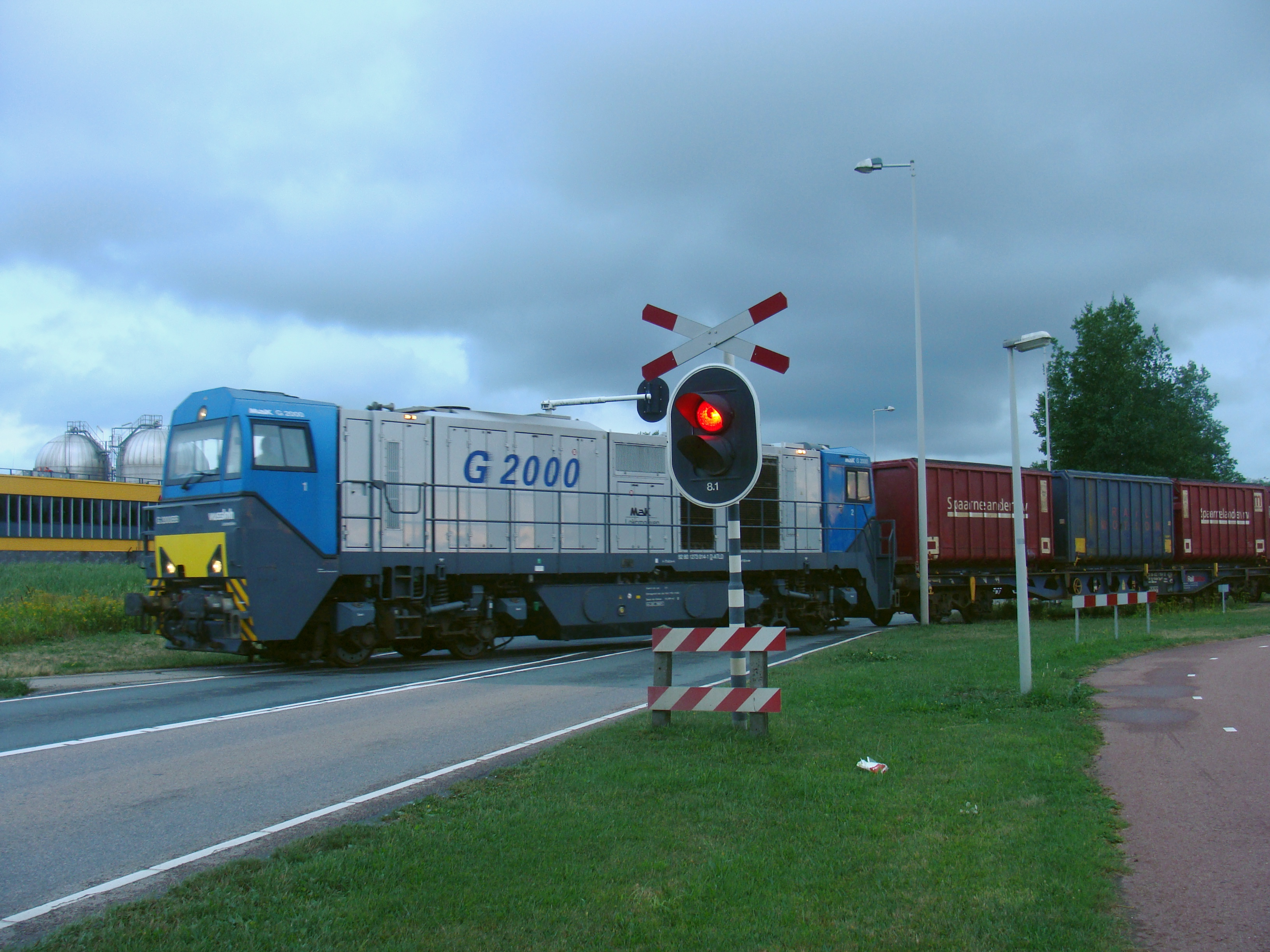
Tweekleurig verkeerslicht voor het wegverkeer, bij een spoorwegovergang (kan oranje en rood tonen)

In veel landen bestaan ook verkeerslichten met maar twee kleuren. Het bekendste voorbeeld hiervan zijn voetgangerslichten, die in veel landen alleen groen en rood kunnen tonen. Ook bestaan er tweekleurige verkeerslichten die alleen oranje en rood kunnen tonen. In de Belgische wegcode worden ook de rode kruisen en groene pijlen voor lane control "tweekleurige verkeerslichten" genoemd.

### Groen-rood
Verkeerslichten die alleen rood en groen kunnen tonen, worden vaak gebruikt voor verkeer dat voldoende langzaam gaat om geen oranje licht nodig te hebben. In veel landen worden deze lichten toegepast voor voetgangers, soms ook voor fietsers. Ook voor het overige verkeer worden soms tweekleurige verkeerslichten gebruikt die alleen rood en groen kunnen tonen, bijvoorbeeld bij inritten van parkeergarages. Op plekken waar normaal gesproken langzaam wordt gereden, wordt een oranje licht dan niet noodzakelijk geacht. In Nederland kent het Reglement Verkeersregels en Verkeerstekens (RVV) deze lichten alleen voor voetgangers, en ze worden voor het overige verkeer alleen op privéterreinen gebruikt.

### Oranje-rood

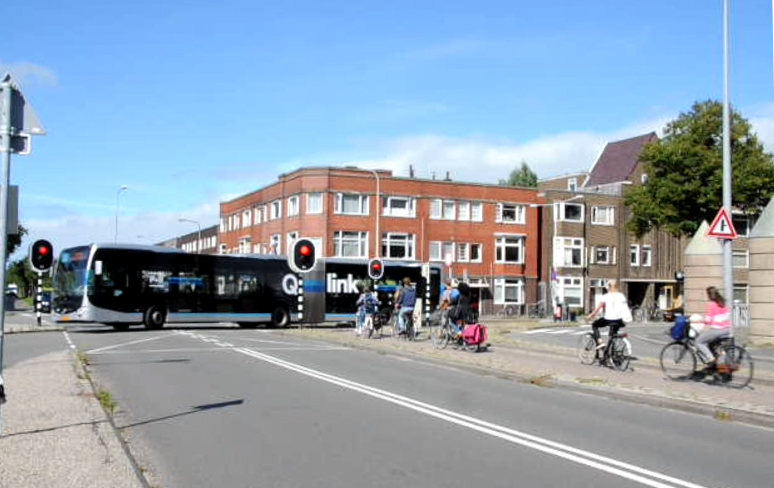
Oranje-Rood licht bij de Kapteynbrug te Groningen

Deze lichten kunnen alleen oranje en rood tonen, met de gebruikelijke betekenis:
- Oranje: stop; voor bestuurders die het teken zo dicht genaderd zijn dat stoppen redelijkerwijs niet meer mogelijk is: doorgaan.
- Rood: stop.

Wanneer het licht uit staat, gelden de normale, overige verkeersregels en verkeerstekens (het is dan dus niet alsof het licht op groen staat). Deze lichten worden gebruikt waar het verkeer slechts af en toe hoeft te stoppen, bijvoorbeeld bij bruggen, overwegen van weinig bereden (goederen)spoor en uitritten voor brandweer of ambulance en busbaan. In Nederland ziet men vaak voor het gele licht nog enkele seconden oranje knipperlicht.
Eenzelfde licht zie je soms ook bij trambanen die de weg kruisen, zodat het overige verkeer tijdig kan stoppen voor naderende trams. In de Zeilstraat in Amsterdam stond zo'n licht bij een van de weinige tramhaltes waar de passagiers nog op straat uitstapten; deze is in 2023 verwijderd toen de tramhalte werd verplaatst.

## Voetgangers

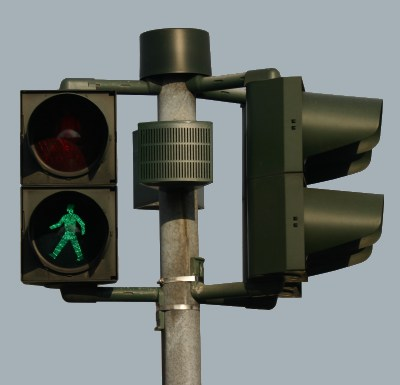
Verkeerslicht voor voetgangers (kan groen en rood tonen)

Verkeersregelinstallaties voor voetgangers hebben in België en Nederland twee lichten. In Nederland wordt sinds ca. 1980 de functie van het oranje licht vaak overgenomen door een knipperend groen licht. In België springt het licht gewoonlijk direct van groen naar rood. 
Ook zijn er in Nederland sinds ca. 1990 voetgangerslichten met standaard een oranje knipperend waarschuwingslicht, met een oranje gevarendriehoekje, in plaats van het rode licht. De voetganger kan ervoor kiezen om op eigen risico over te steken, of kan door een druk op een knop alsnog groen aanvragen, waarmee een veilige oversteek gewaarborgd zou moeten zijn. Het verkeer op de rijweg heeft stoplichten die dan op rood springen. Zelfbedieningsstoplichten voor voetgangers (en ook fietsers) bestaan al sinds de jaren zeventig van de vorige eeuw in Nederland alsmede in veel andere landen.
Op veel plaatsen zijn de voetgangerslichten ook voorzien van "rateltikkers", die ten behoeve van blinden en slechtzienden bij rood licht langzaam en bij groen licht snel tikken. Hiervan is ook een elektronische versie. Hierbij is het tikken vervangen door piepjes, langzaam bij rood en snel bij groen.

### Gecombineerde voetgangers-fietserslichten
In België zijn ook tweekleurige verkeerslichten in gebruik die zowel een voetgangers als fietsers afbeelden. Deze verkeerslichten vind je voornamelijk terug in Brussel. 
De wegcode stelt de betekenis van deze gecombineerde lichten gelijk aan de betekenis van de reguliere voetgangerslichten, namelijk het rood licht betekent dat het verboden is zich op de rijbaan te begeven, en het groen licht betekent dat het toegelaten is zich op de rijbaan te begeven. Dit zorgt er echter voor dat fietsers het rode gecombineerde licht mogen voorbijrijden als zij het fietspad blijven volgen, gezien het fietspad geen deel uitmaakt van de rijbaan.

### Alternatieve figuurtjes
Sommige verkeerslichten voor voetgangers in Duitsland hebben een speelse beeltenis van een man met een hoed op, het zogenaamde Ampelmännchen. Sinds 2004 verscheen onder meer in Zwickau en Dresden een vrouwelijke versie van het Ampelmännchen op de voetgangerslichten.
Sinds het jaar 2000 hebben verkeerslichten voor voetgangers in Amersfoort de beeltenis van een vrouw, Sofie genaamd. Zij verscheen naderhand ook op verkeerslichten in Utrecht, Haarlem en Deventer. De stad Utrecht heeft ook enkele voetgangerslichten met kinderstripfiguur Nijntje.
In Wenen werden in 2015 voor het eerst enkele voetgangerslichten voorzien van telkens twee figuurtjes in drie varianten: een (mannelijk) homopaar, een lesbisch paar en een heteropaar. In 2016 werd een vergelijkbaar  "homoverkeerslicht" geplaatst in Utrecht om daarmee diversiteit te tonen en aandacht te vragen voor de acceptatie van lhbt'ers. Ook in enkele andere Europese steden zijn dergelijke voetgangerslichten gekomen.

## Openbaar vervoer

Ov-verkeerslichten in Nederland (boven) en België (onder)

In veel Europese landen, waaronder België en Nederland, kent men speciale verkeerslichten voor het openbaar vervoer (ov). In Nederland gebruikt men hiervoor een negenoog. Vroeger waren er in Amsterdam speciale tramlichten met een rood en een groen licht met daarop het woord 'TRAM'. In Rotterdam gebruikte men een "T". In Den Haag werden tot rond 1980 lichten gebruikt met de witte letters TR. Brandde dit licht, dan mocht de tram doorrijden. Om hier eenheid in te brengen werd begin jaren 1970 het negenoog ontwikkeld en daarna landelijk ingevoerd, waarmee de oude lichten geleidelijk verdwenen. Maar in 2022 is er op het Aegonplein voor Station Mariahoeve nog één vergeten exemplaar met "TR" aanwezig. Bij splitsingen werd er een wit lijnnummer getoond: brandde nummer 9, dan mocht tram 9 doorrijden. Er waren echter ook drie-kleurige lichten met TR in gebruik.
Voor de huidige ov-lichten in Nederland en België, zie de afbeelding. De betekenis van de signalen is als volgt, van links naar rechts:
- Rechtdoor toegestaan
- Linksaf toegestaan
- Rechtsaf toegestaan
- Alle richtingen toegestaan
- Stop indien mogelijk
- Stop

## Spoorwegen
Het Nederlandse spoorwegsein lijkt in de meeste gevallen veel op een verkeerslicht. De kleuren staan echter in het algemeen in omgekeerde volgorde (dus groen boven, oranje in het midden en rood onder). Echter zijn er ook nog oudere seinen die oranje boven en groen in het midden hebben staan.
Het rode licht bevindt zich altijd onderaan. De reden daarvoor is dat het niet wordt afgedekt als er sneeuw op de zonnekap blijft liggen. Ook is het mogelijk dat een enkele lamp alle kleuren kan tonen of dat de lampen naast elkaar staan.
De betekenis van de kleuren is anders: oranje betekent langzaam rijden. De kleuren worden daardoor in een andere volgorde getoond, op de vrije baan eerst rood (het volgende blok is bezet door een eerdere trein), daarna oranje (de eerdere trein is al verder doorgereden) en daarna groen. Er bestaat verder knipperend oranje en knipperend groen en er kan met een cijfer worden aangegeven hoe snel er gereden mag worden.

## Waterwegen
Op de Nederlandse waterwegen kent men ook een soort verkeerslicht bij sluizen en bruggen. Deze hebben normaliter ook drie lichten onder elkaar, net als een normaal verkeerslicht. Het onderste licht is echter ook rood en het middelste licht is groen. De betekenis van het bovenste rode en het middelste groene licht is hetzelfde als die van een verkeerslicht langs de weg. Als beide rode lichten branden, betekent dat dat de sluis of brug voorlopig niet wordt bediend. Als één rode en één groene lamp branden, duidt dat erop dat de brug of sluis bijna bediend gaat worden en het scheepvaartverkeer er bijna in kan varen.
Vaak is er onder bruggen een oranje lamp gemonteerd. Deze betekent dat men, mits het schip onder de brug door past, het rode stoplicht mag negeren en van de onderdoorgang gebruik mag maken.
Op Belgische waterwegen ziet men vaker tweekleurige verkeerslichten voor bruggen. Het tegelijk branden van het rode en het groene licht kondigt aan dat de brug voor het scheepvaartverkeer geopend zal worden.

## Trivia algemeen
- In Nederland wordt een verkeerslicht vaak "stoplicht" genoemd. Niet iedereen vindt dit juist, omdat meerkleurige verkeerslichten ook andere signalen kunnen geven dan het gebod te stoppen. Toch is het volgens woordenboeken een correcte benaming voor een verkeerslicht. De benaming "stoplicht" sluit beter aan bij "Stopbord". "Stoplicht" is ook een weinig gebruikt synoniem voor "remlicht".
- In Nederland hebben de palen van de verkeerslichten geschilderde zwart-witte banden; in België oorspronkelijk rood-witte. De palen van Vlaamse verkeerslichten zijn sinds halverwege de jaren negentig meestal zwart-geel, de kleuren van de Vlaamse vlag. In Wallonië zijn ze echter rood-wit gebleven; zoals in Brussel waar ook egaal grijs wordt gezien, of donkerblauw-geel, de kleuren van het Brussels gewest.
- In Nederland staat op hoofdwegen ca. 300 meter voor een verkeerslicht als waarschuwing een oranje knipperlicht, voorzien van verkeersbord J32. Op binnenwegen worden verkeerslichten, indien nodig, meestal aangekondigd met alleen het voornoemde verkeersbord. Ook bij beweegbare bruggen wordt als voorwaarschuwing een dergelijk oranje knipperlicht gebruikt voorzien van verkeersbord J15 dat gaat knipperen zodra de brug wordt geopend, zodat het verkeer tijdig kan afremmen. Vaak hebben de verkeerslichten ook een zwarte kap met witte rand, waarin de lichten zijn verwerkt.
- Als er door wegwerkzaamheden op een gedeelte van een weg maar één rijstrook beschikbaar is voor beide richtingen bevinden zich vaak tijdelijke verkeerslichten aan weerskanten van dit gedeelte. Deze zijn dan zo afgesteld dat aan de ene kant van de enkele rijstrook het licht op rood staat en aan de andere kant op groen, zodat het verkeer maar één kant op kan rijden. Op deze manier rijdt het verkeer beurtelings over de enige beschikbare rijstrook.
- Soms geven verkeerslichten ook de wachttijd aan (in seconden, of gestileerd met een cirkel van lampjes waarvan er steeds meer doven, vaak in combinatie met het woord WACHT). Dit komt in Nederland vooral voor bij verkeerslichten voor fietsers en voetgangers. Met name in België spreekt men dan wel van een zebraklok (de eerste dergelijke aftelklok in België werd in 2006 in Hasselt geplaatst[9]).
- In Zwitserland zijn er bij Brienz/Brinzauls verkeerslichten geplaatst om te waarschuwen voor "overstekende rotsblokken". Dit systeem heeft radar-detectie. [10]
- Verkeerslichten kunnen ook toegepast worden als een weg een landingsbaan kruist op of bij een vliegveld. Een bekend voorbeeld is er op Gibraltar; daar zijn ook slagbomen. [11] Er worden ook wel trein-overweg-lichten voor gebruikt.[12]
- In het Britse verkeer komen ook "cattle crossing lights" en "part time signals" voor. Deze staan niet altijd aan of zijn tijdelijk.[13][14]
- In Groenland zijn maar 4 stoplichten te vinden. Deze bevinden zich alle vier in de hoofdstad Nuuk.

## Bron
- Verkeerslichten voor openbaar vervoer-verkeerskunde VT-1973-1.pdf.